# Ngựa Suffolk
Ngựa Suffol trong lịch sử còn được gọi là Suffolk Punch hoặc Suffolk Sorrel, là một giống ngựa thuộc nhóm ngựa kéo có nguồn gốc từ nước Anh. Giống này lấy phần đầu tiên của tên của nó từ hạt Suffolk ở East Anglia, và cái tên "Punch" (cú đấm) để diễn tả bề ngoài và sức mạnh vững chắc của nó và từ "Punch" là một từ tiếng Anh cổ để chỉ một người mập lùn. Nó là một con ngựa kéo hạng nặng mà luôn luôn là màu hạt dẻ (hồng mã), theo truyền thống đánh vần "chesnut" bởi các cơ quan đăng ký giống. Ngựa Suffolk được biết đến như những con súc vật lao động cần mẫn, và có xu hướng tràn đầy năng lượng. Giống ngựa này đã được phát triển vào đầu thế kỷ XVI, và vẫn tương tự như kiểu hình cho đàn giống sáng lập của nó.
Giống ngựa này được phát triển vào đầu thế kỷ XVI và vẫn giữ được kiểu hình tương tự với giống ban đầu của nó. Ngựa Suffolk được phát triển cho công việc trang trại và trở nên phổ biến trong đầu thế kỷ XX. Tuy nhiên, khi nông nghiệp ngày càng trở nên cơ giới hóa, giống ngựa này đã rơi ra khỏi thiên hướng, đặc biệt là từ giữa thế kỷ này, và gần như biến mất hoàn toàn. Mặc dù tình trạng của giống được liệt kê là quan trọng theo Quỹ bảo tồn giống hiếm của Anh và Hiệp hội Bảo tồn giống vật nuôi Mỹ, đã có một sự hồi sinh trong sự quan tâm, và số lượng ngựa ngày càng tăng. Cũng như được sử dụng cho công việc trang trại, giống này đã kéo các xe tải và xe buýt ngựa kéo thương mại không có động cơ. Nó cũng được xuất khẩu sang các nước khác để nâng cấp đàn ngựa giống của ngựa địa phương. Ngày nay, chúng được sử dụng cho công việc kéo xe, lâm nghiệp và quảng cáo.

## Lịch sử
Cơ quan đăng ký Suffolk Punch là hiệp hội giống ngựa lâu đời nhất ở Anh.  Lần đầu tiên đề cập đến ngựa Suffolk là trong Britannia của William Camden , xuất bản năm 1586,  trong đó ông mô tả một con ngựa lao động của các quận phía đông nước Anh có thể dễ dàng nhận ra là ngựa Suffolk. Mô tả này khiến chúng trở thành giống ngựa lâu đời nhất có thể nhận ra ở dạng tương tự ngày nay.  Một nghiên cứu di truyền chi tiết cho thấy rằng Suffolk Punch được nhóm chặt chẽ về mặt di truyền không chỉ với ngựa Fell và Dales của Anh, mà còn với ngựa Haflinger châu Âu . Chúng được phát triển ở Norfolk và Suffolk ở phía đông nước Anh, một khu vực tương đối biệt lập. Những người nông dân địa phương đã phát triển Suffolk Punch cho công việc đồng áng, họ cần một con ngựa có sức mạnh, sức chịu đựng, sức khỏe, tuổi thọ và sự ngoan ngoãn, và họ đã lai tạo Suffolk để đáp ứng những nhu cầu này. Bởi vì những người nông dân sử dụng những con ngựa này trên đất của họ, họ hiếm khi có con nào để bán, điều này giúp giữ cho dòng máu thuần khiết và không thay đổi. 

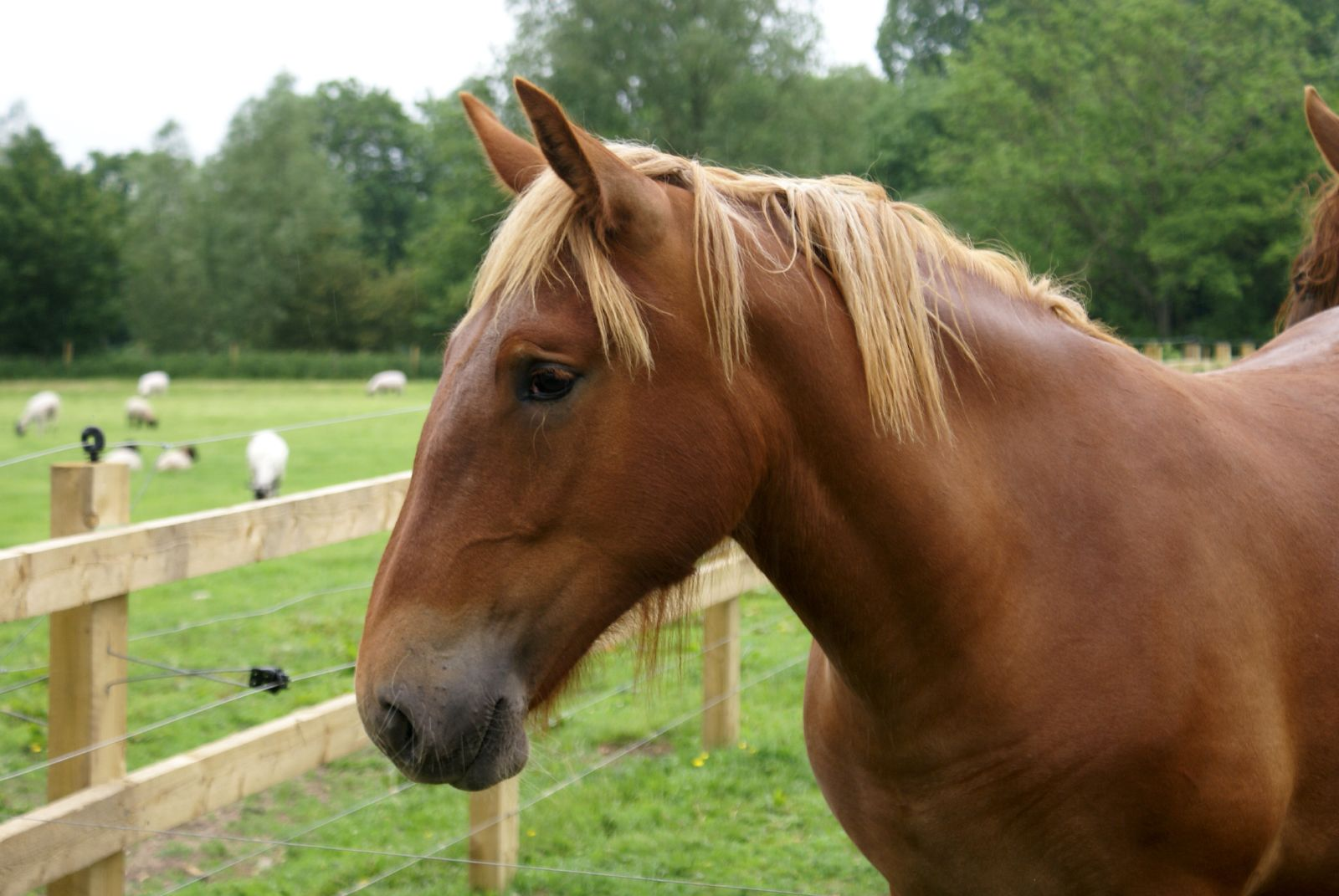
Đầu ngựa suffolk

Con đực nền tảng của giống Suffolk Punch hiện đại là một con ngựa giống dài 157 cm (15,2 h) được sinh ra gần Woodbridge vào năm 1768 và thuộc sở hữu của Thomas Crisp ở Ufford .  Vào thời điểm này, giống chó này được gọi là cây me chua Suffolk .  Con ngựa này chưa bao giờ được đặt tên, và được gọi đơn giản là "con ngựa của Crisp".  Mặc dù người ta thường (và nhầm lẫn) nghĩ rằng đây là con ngựa đầu tiên của giống ngựa này, nhưng đến những năm 1760, tất cả các dòng ngựa đực khác của giống ngựa này đã tuyệt chủng, dẫn đến tắc nghẽn di truyền . Một nút cổ chai khác xảy ra vào cuối thế kỷ 18. 
Trong cuốn Lịch sử và Cổ vật của Hawsted, tại Hạt Suffolk năm 1784, Sir John Cullum mô tả ngựa Suffolk là "... thường cao khoảng 15 gang tay, có thân hình ngắn và nhỏ gọn đáng kể; chân của chúng xương xẩu; và vai của chúng nặng trĩu bằng thịt. Màu của chúng thường có màu cây me chua nhạt".  Trong quá trình phát triển, giống ngựa này chịu ảnh hưởng của Norfolk Trotter , Norfolk Cob , và sau đó là Thuần chủng . Màu lông đồng nhất một phần bắt nguồn từ một con ngựa giống nhỏ chạy nước kiệu tên là Blakes Farmer, được lai tạo vào năm 1760.  Các giống ngựa khác được lai tạo trong nỗ lực tăng kích thước và tầm vóc của Suffolk Punch, cũng như cải thiện vai, nhưng chúng có ít ảnh hưởng lâu dài và giống ngựa này vẫn giữ nguyên như trước khi có bất kỳ cuộc lai tạo nào diễn ra.  Hiệp hội Ngựa Suffolk , được thành lập ở Anh vào năm 1877 để quảng bá Suffolk Punch,  xuất bản cuốn sách về ngựa giống đầu tiên vào năm 1880.  Việc xuất khẩu chính thức đầu tiên của ngựa Suffolk sang Canada diễn ra vào năm 1865.  Năm 1880, những con Suffolk đầu tiên được nhập khẩu vào Hoa Kỳ, với nhiều con tiếp theo vào năm 1888 và 1903 để bắt đầu lai tạo những con Suffolk Punches ở Hoa Kỳ. Hiệp hội Ngựa Suffolk Hoa Kỳ được thành lập và xuất bản cuốn sách về giống ngựa đầu tiên vào năm 1907. Đến năm 1908, ngựa Suffolk cũng đã được xuất khẩu từ Anh sang Tây Ban Nha, Pháp, Đức, Áo, Nga, Thụy Điển, nhiều vùng khác ở Châu Phi, New Zealand, Úc, Argentina và các nước khác.

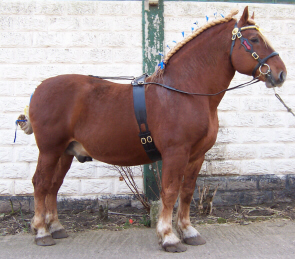
Một con ngựa giống Suffolk

Vào thời điểm Chiến tranh thế giới thứ nhất , Suffolk Punch đã trở thành một con ngựa thồ phổ biến trong các trang trại lớn ở East Anglia do tính khí tốt và đạo đức làm việc xuất sắc của nó. Nó vẫn phổ biến cho đến Chiến tranh thế giới thứ hai , khi có sự kết hợp giữa nhu cầu tăng sản lượng lương thực trong thời chiến (dẫn đến việc nhiều ngựa bị đưa đến lò mổ) và tăng cường cơ giới hóa trang trại kéo theo số lượng dân số bị tàn phá bởi chiến tranh. ở Anh, sản xuất khoảng 40 chú ngựa con mỗi năm.  Tại Hoa Kỳ, Hiệp hội Ngựa Suffolk Hoa Kỳ không hoạt động sau chiến tranh và duy trì như vậy trong 15 năm, nhưng đã khởi động lại vào tháng 5 năm 1961 khi thị trường ngựa kéo bắt đầu phục hồi.  Trong những năm 1970 và đầu những năm 1980, cơ quan đăng ký của Mỹ cho phép một số người Bỉ.
Kể từ năm 2001, những con ngựa lai với dòng máu Mỹ không được phép đăng ký với Hiệp hội Anh và giống ngựa này được coi là giống ngựa hiếm nhất ở Vương quốc Anh.  Mặc dù dân số Suffolk Punch tiếp tục tăng, Tổ chức Tín thác Sinh tồn Giống hiếm của Vương quốc Anh coi tình trạng sống sót của chúng là rất quan trọng, vào năm 2011, có khoảng 800 đến 1.200 con ngựa ở Hoa Kỳ và khoảng 150 con ở Anh.  Đến năm 2016, có khoảng 300 con Suffolk Punches ở Vương quốc Anh với 30 đến 40 chú ngựa con thuần chủng được sinh ra hàng năm.

## Đặc điểm
Suffolk Punches thường cao từ 165 đến 178 xentimét (16,1 đến 17,2 h),  nặng 900 đến 1000 kilôgam (2000 đến 2200 lb),  và luôn có màu hạt dẻ . Cách viết truyền thống, vẫn được Hiệp hội Ngựa Suffolk sử dụng, là "chesnut" (không có chữ "t" ở giữa từ).  Ngựa của giống ngựa này có nhiều sắc thái khác nhau của màu hạt dẻ, từ đậm đến đỏ đến nhạt.  Các nhà lai tạo ngựa Suffolk ở Vương quốc Anh sử dụng một số thuật ngữ màu sắc khác nhau dành riêng cho giống ngựa này, bao gồm gan sẫm màu , sẫm tối, đỏ và sáng.  Giống trắng hiếm gặp và thường giới hạn ở những vùng nhỏ trên mặt và cẳng chân.  Tác giả cưỡi ngựa Marguerite Henry đã mô tả giống chó này bằng cách nói: "Màu sắc của nó là màu hạt dẻ sáng - giống như một lưỡi lửa trên những luống cày đen, trên những lưỡi ngô xanh, trên lúa mì vàng, trên những chân trời xanh lam. Nó không bao giờ có bất kỳ màu nào khác. " 

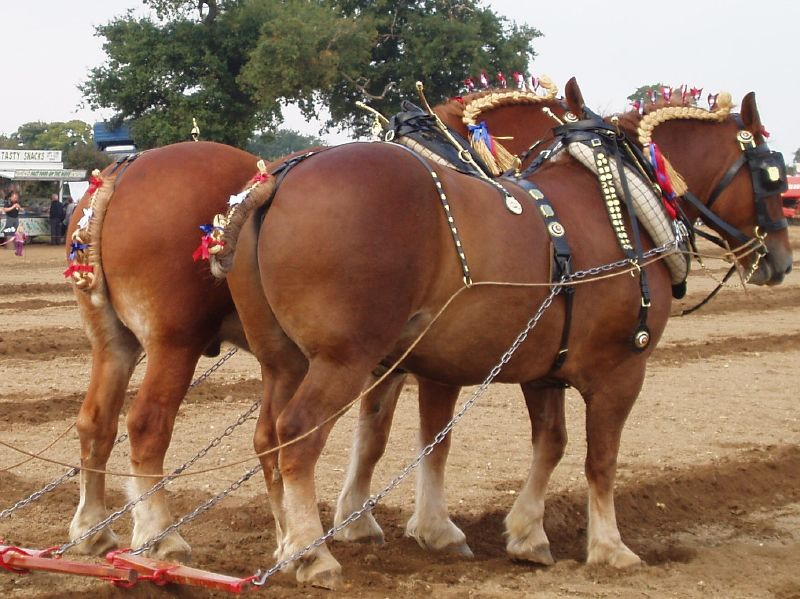
Một cặp Suffolks được khai thác để trình diễn cày.

Suffolk Punch có xu hướng ngắn hơn nhưng được xây dựng đồ sộ hơn so với các giống ngựa kéo xe hạng nặng khác của Anh, chẳng hạn như Clydesdale hoặc Shire , do được phát triển cho công việc nông nghiệp hơn là vận chuyển đường bộ.  Giống ngựa này có cổ cong, mạnh mẽ; vai dốc, vạm vỡ; lưng ngắn, rộng ; và một cơ bắp, rộng lớn . Chân ngắn và khỏe, khớp rộng; âm thanh, móng guốc hình thành tốt ; và ít hoặc không có lông trên khóa fetlocks .  Chuyển động của Suffolk Punch được cho là tràn đầy năng lượng, đặc biệt là ở bước nước kiệu. Giống ngựa này có xu hướng trưởng thành sớm và sống lâu, đồng thời tiết kiệm để nuôi, cần ít thức ăn hơn so với những con ngựa khác cùng loại và kích cỡ.  Họ là những người làm việc chăm chỉ, được cho là sẵn sàng "kéo một toa xe chất đầy cho đến khi [họ] rơi xuống." 
Trong quá khứ, Suffolk thường bị chỉ trích vì đôi chân kém, có móng guốc quá nhỏ so với khối lượng cơ thể. Điều này đã được sửa chữa bằng cách giới thiệu các lớp học tại các cuộc triển lãm lớn trong đó hình dạng và cấu trúc móng guốc được đánh giá. Thực hành này, duy nhất trong số các giống ngựa, đã dẫn đến một sự cải tiến đến mức Suffolk Punch hiện được coi là có hình dạng bàn chân tuyệt vời.

## Sử dụng
Suffolk Punch được sử dụng chủ yếu cho công việc kéo quân trong các trang trại nhưng cũng thường được sử dụng để kéo pháo hạng nặng trong thời chiến. Giống như những con ngựa hạng nặng khác, chúng cũng được sử dụng để kéo những chiếc xe tải không có động cơ và các phương tiện thương mại khác.  Ngày nay, chúng được sử dụng cho các hoạt động lâm nghiệp thương mại , cho các công việc dự thảo khác và trong quảng cáo.  Chúng cũng được sử dụng để lai tạo , để tạo ra những con ngựa thể thao hạng nặng kết hợp Suffolk Punch như một phần chủ đạo trong huy hiệu đội của họ.

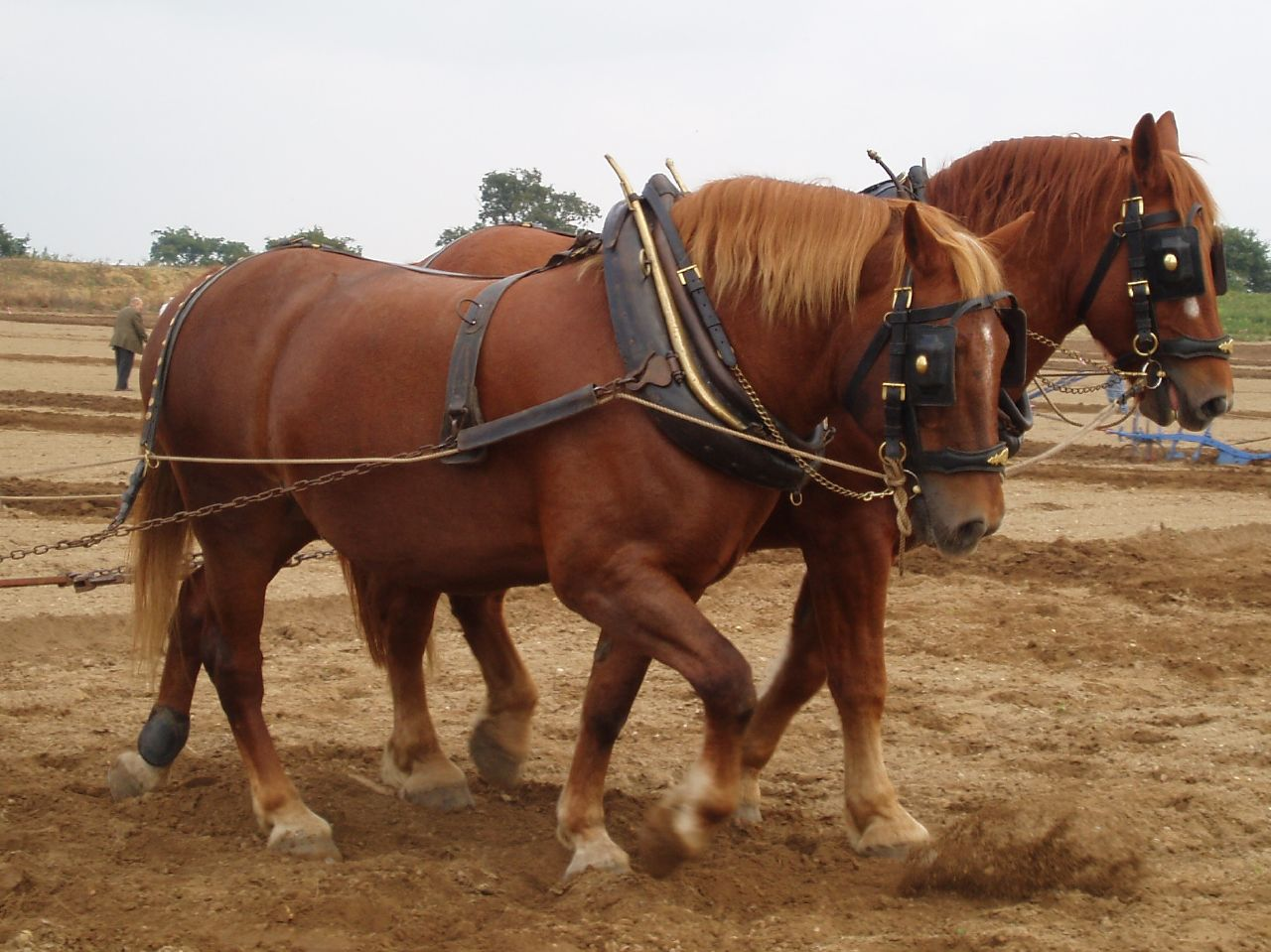
Suffolk Punch ngựa cày

Suffolk Punch đã đóng góp đáng kể vào việc tạo ra giống ngựa Jutland ở Đan Mạch. Oppenheimer LXII, một con Suffolk Punch được nhập khẩu vào Đan Mạch vào những năm 1860 bởi đại lý Suffolk nổi tiếng Oppenheimer ở Hamburg , là một trong những con ngựa giống sáng lập của Jutland. Oppenheimer chuyên bán Suffolk Punches, nhập khẩu chúng đến Mecklenburg Stud ở Đức. Con ngựa giống Oppenheimer đã thành lập dòng máu quan trọng nhất của giống ngựa Jutland, thông qua hậu duệ của ông là Oldrup Munkedal.  Suffolks cũng được xuất khẩu sang Pakistan trong thế kỷ 20, được sử dụng để nâng cấp các giống bản địa, và chúng đã được lai với ngựa và lừa Pakistan để tạo ra quân đội và la. Suffolks đã thích nghi tốt với khí hậu Pakistan, mặc dù có kích thước lớn và chương trình đã thành công.  Vladimir Heavy Draught , một giống kéo dài từ Liên Xô cũ , là một giống khác chịu ảnh hưởng của Suffolk .